# 1910-es évek
Évszázadok: 19. század · 20. század · 21. század
Évtizedek: 1860-as évek · 1870-es évek · 1880-as évek · 1890-es évek · 1900-as évek · 1910-es évek · 1920-as évek · 1930-as évek · 1940-es évek · 1950-es évek · 1960-as évek
Évek: 1910 · 1911 · 1912 · 1913 · 1914 · 1915 · 1916 · 1917 · 1918 · 1919

## Események
- 1911: a norvég Roald Amundsen elsőként éri el a Déli-sarkot.
- 1912: első útján elsüllyed a Titanic óceánjáró hajó.
- 1912: Alfred Wegener megírja cikkét a kontinensvándorlásról.
- 1912: kitör az első Balkán-háború, mely 1913-ig húzódik, majd követi még egy.
- 1912: megdől Kínában a Qing-dinasztia uralma, Sun Yat-sen vezetésével köztársaság alakul.
- 1913: a Ford Motor Company bevezeti a futószalagos termelést a T-modell gyártásánál.
- 1913: az Egyesült Királyságban a szüfrazsett-mozgalom tetőpontja.
- 1914: a Panama-csatorna megnyitása.
- 1914: a szarajevói merénylet - Gavrilo Princip szerb anarchista diák meggyilkolja Ferenc Ferdinánd osztrák–magyar trónörököst.
- 1914: kitör az első világháború.
- 1914: az első marne-i csata során állóháború alakul ki a nyugati fronton.
- 1915: a második ypres-i csata során először alkalmaznak mérges gázokat hadászati célra.
- 1915: Albert Einstein kidolgozza az általános relativitáselméletet.
- 1916: az első világháború legvéresebb éve - a verduni csata és a somme-i csata milliós áldozatokkal járnak. Harckocsik és repülőgépek első hadászati bevetése.
- 1916: kitör a húsvéti felkelés Dublinban.
- 1917: A Német Birodalom meghirdeti a korlátlan tengeralattjáró-háborút.
- 1917: véget ér az 1910 óta tartó mexikói forradalom.
- 1917: az Egyesült Államok belép a háborúba az antant oldalán.
- 1917: a nagy októberi szocialista forradalom Oroszországban, a kommunisták ragadják magukhoz a hatalmat.
- 1918: Thomas Woodrow Wilson amerikai elnök közzéteszi 14 pontját a háború igazságos lezárásáról.
- 1918: polgári demokratikus forradalmak a Német Birodalomban és az Osztrák–Magyar Monarchiában.
- 1918: a compiègne-i fegyverszünettel véget ér az első világháború.
- 1918: kitör a spanyolnátha járvány.
- 1919: megalakul a Népszövetség.
- 1919: szesztilalom bevezetése az Egyesült Államokban, s 1933-ig tart.
- 1919: aláírják Németországgal a versailles-i békeszerződést.

## A világ vezetői
- Ferenc József császár és király (Osztrák–Magyar Monarchia)
- I. Károly császár, IV. Károly néven magyar király (Osztrák–Magyar Monarchia)
- Thomas Woodrow Wilson elnök (USA)
- II. Vilmos császár (Német Birodalom)
- II. Miklós cár (Oroszország)
- Vlagyimir Iljics Lenin (Szovjet-Oroszország)
- David Lloyd George miniszterelnök (Nagy-Britannia)
- Georges Clemenceau elnök (Franciaország)
- III. Viktor Emánuel olasz király (Olaszország)